# گمینا دوکلا
گمینا دوکلا (به لهستانی:  Gmina Dukla) یک گمینا در لهستان است که در شهرستان کروسنو واقع شده‌است. گمینا دوکلا ۲۳۳٫۵ کیلومتر مربع مساحت و ۱۴٬۹۲۶ نفر جمعیت دارد.